# 康沃伊山脈
76°47′S 160°45′E / 76.783°S 160.750°E
康沃伊山脈（英語：Convoy Range）是南極洲的山脈，位於維多利亞地，東面山勢陡峭，西面山勢較緩，新西蘭探險隊在1957年測量該地區，現時由南極條約體系管理。